# Вознесенський монастир (Печерськ)
Вознесенський монастир на Печерську — православний жіночий монастир у місті Київ, який існував зі XVI ст. до 1712 року. Комплекс монастиря розташовувався навпроти головного входу до Києво-Печерської лаври, на місці будівлі «Мистецького Арсеналу».

## Історія
Час заснування монастиря достеменно невідомий. За однією версією його заснував Єлисей Плетенецький на початку XVII ст. За іншою версією, монастир існував з 1560-х років, а Плетенецький лише оновив його. Лаврентій Похилевич у своїй праці «Монастыри и церкви г. Киева» зазначає, що даних про походження Вознесенського жіночого монастиря в нього немає, але згадує про давній звичай облаштовувати жіночі монастирі поряд із чоловічими, щоб

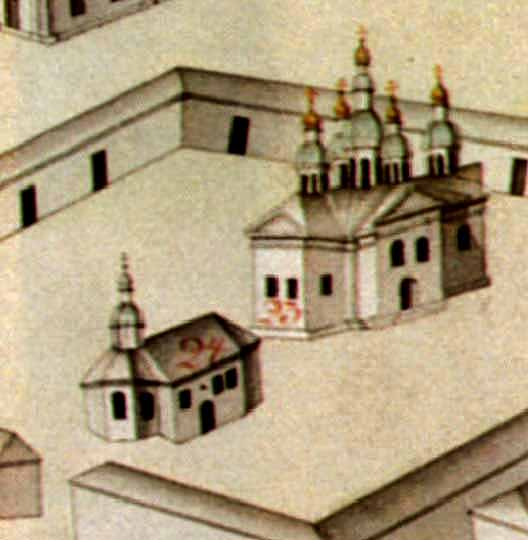
Вознесенський монастир на схемі 1783 року

Монастир зображено на двох найдавніших мапах Києва — на плані Атанасія Кальнофойського (Τερατουργημα, 1638) та на плані 1695 року. Микола Закревський у своїй праці «Описание Киева» згадує про гравюру з Києва, датовану 1627 роком, із написом, що ця гравюра виконана на замовлення «Акилини Федорівни, черниці Печерського дівочого монастиря».
У середині — 2-й половині XVII століття Вознесенський Печерський монастир володів селом Підгірці під Києвом, пізніше до його володінь додали і село Ходосівку, ставши гетьманом, Іван Мазепа універсалом від 1 грудня 1687 року віддав монастирю також села Бугаївка, Берково, Іванково та Бузово, у 1688 році він же підпорядкував монастирю Глухівський Преображенський монастир.
Станом на 1695 рік ансамбль монастиря складався з Вознесенської церкви, трапезної із церквою Покрови Божої Матері, будинку ігумені та келій. Усі споруди до 1701 року були дерев'яними.
Кам'яну Вознесенську церкву замість дерев'яної збудували в 1701—1705 роках коштом гетьмана Івана Мазепи, сина тодішньої ігумені Марії Магдалини. Зведена у формах українського «мазепинського» бароко Вознесенська церква була хрещатою у плані, із гранчастим вівтарем та п'ятьма грушоподібними банями. Фасади, окрім східного, завершувалися високими фронтонами, увінчаними парами невеликих декоративних бань. Трохи пізніше збудували муровані келії, дзвіницю та трапезну. Остання була також зведена у формах українського бароко, була прямокутною у плані, із гранчастою, увінчаною грушоподібною банею церквою, що примикала до східного фасаду трапезної.
У 1712 році за наказом Петра І Вознесенський Печерський монастир ліквідували та об'єднали з Флорівським Вознесенським монастирем на Подолі. Формальним приводом для цього стало спорудження Київської фортеці. Будівлі колишнього монастиря пристосували під цейхгауз, церква Вознесіння і трапезна Покровська церква використовувалися як парафіяльні для гарнізону. Впродовж XVIII століття було поступово розібрано монастирські споруди: між 1750 та 1783 роками розібрали дзвіницю, 1784 року — трапезну, а 1798 року — і саму Вознесенську церкву. На місці монастиря у 1784—1803 роках звели будівлю арсеналу Київської фортеці.

## Археологічні розкопки на терені колишнього монастиря
Під час археологічних досліджень, які протягом 2005—2009 років Інститут археології НАН України проводив на території колишнього Вознесенського жіночого монастиря (нині територія «Мистецького Арсеналу»), було виявлене масове поховання черниць, серед яких могло бути й поховання ігумені — Марії Магдалини Мазепи. У листопаді 2012 року про це офіційно повідомив перший заступник голови КМДА Олександр Мазурчак.
Проте гіпотеза про поховання на території Вознесенського некрополя ігумені Марії Магдалини Мазепиної наразі не підтверджена і не спростована.
8 грудня 2012 року відбулося перенесення поховань із некрополя Вознесенського монастиря до Флорівського монастиря (куди на початку XVIII ст., після ліквідації Вознесенського монастиря, перевели його черниць).

## Значення монастиря
Значне культурне й історичне значення монастиря обумовлене фактом очільництва матір'ю Івана Мазепи, Марією Магдаленою Мазепиною з Мокієвських, та унікальною технікою вишивання, перенесена потім у Флорівський монастир.
Монастир був певною мірою «шляхетським», адже мешканки походили зі шляхетних — князівських, воєводських, дворянських родин.
Французький інженер Ґійом Левассер де Боплан так описує Києво-Печерський Вознесенський дівочий монастир: